# (32441) 2000 RO100
2000 RO100 (asteroide 32441) é um asteroide da cintura principal. Possui uma excentricidade de 0.12862020 e uma inclinação de 26.77266º.
Este asteroide foi descoberto no dia 5 de setembro de 2000 por LONEOS em Anderson Mesa.